# شربل قطان
شربل قطّان (1970 -) هو روائي لبناني. ولد في مغدوشة جنوب لبنان، وانتقل إلى جنوب أفريقيا من أجل التعليم العالي، ويعيش الآن في جوهانسبرغ. «حقائب الذاكرة» هي روايته الأولى. إدرجت روايته في القائمة الطويلة في عام 2012 لالجائزة العالمية للرواية العربية. أصدر روايتين، وقصة مصورة للأطفال.

## السيرة الشخصية
درس شربال قطان المراحل الابتدائية، والإعدادية، والثانوية في لبنان ثم سافر إلى جنوب أفريقيا في عام 1990. تابع دراسته العليا في جنوب أفريقيا، وحاز على شهادة في المعلوماتية. متزوج، ولديه والدان. شارك في عدد من لجان الاغتراب، وكتب عدد من المقالات التي تعالج حياة الغربة وتحدياتها.

## المؤلفات

### روايات
- حقائب الذاكرة، مؤسسة نوفل، بيروت، 230 صفحة، (ردمك 9789953268484)، 2010.[9]
- التورونية، دار أنطوان هاشيت - نوفل للنشر والتوزيع، بيروت، 264 صفحة، (ردمك 9786144692882)، 2018.[10]

### قصص
- الصبي الذي محا الشمس (قصة مصورة للأطفال)، هاشيت أنطوان أطفال، 40 صفحة، (ردمك 9786144380772)، 2014.[11] للأطفال بدءاً من عمر 8 سنوات، ورسوم الجنوب أفريقية هيلين ستان.[12] وهي عبارة عن حكايات ملوّنة.[13]